# Nikitsch
Nikitsch (kroatisch Filež, ungarisch Füles) ist eine Gemeinde im Burgenland im Bezirk Oberpullendorf in Österreich mit 1389 Einwohnern (Stand 1. Jänner 2025), von denen zirka 87 Prozent der Volksgruppe der Burgenlandkroaten angehören. Damit ist Nikitsch die Gemeinde mit dem größten Anteil an Kroaten im Burgenland.

## Geografie
Die Gemeinde liegt im Mittelburgenland am Nikitschbach nur vier Kilometer von der ungarischen Grenze entfernt, fünfzehn Kilometer östlich von Oberpullendorf und zehn Kilometer südlich von Deutschkreutz.

### Gemeindegliederung
Das Gemeindegebiet umfasst folgende drei Ortschaften beziehungsweise gleichnamige Katastralgemeinden (in Klammern Einwohnerzahl Stand 1. Jänner 2025):
- Kroatisch Geresdorf (349)
- Kroatisch Minihof (318)
- Nikitsch (722)

### Nachbargemeinden
|                           | Deutschkreutz                               |        |
| Großwarasdorf             | Kompassrose, die auf Nachbargemeinden zeigt | Ungarn |
| Frankenau-Unterpullendorf | Lutzmannsburg                               |        |

## Geschichte
Vor Christi Geburt war das Gebiet Teil des keltischen Königreiches Noricum und gehörte zur Umgebung der keltischen Höhensiedlung Burg auf dem Schwarzenbacher Burgberg.
Später unter den Römern lag das heutige Nikitsch dann in der Provinz Pannonia.
Schon bei der ersten urkundlichen Erwähnung im Jahr 1150 als Uhec wurden in Nikitsch Kroaten und Slowenen genannt. Die letzte große Besiedlungswelle des Orts durch Kroaten fand zwischen 1565 und 1579 statt.
Der Ort gehörte wie das gesamte Burgenland bis 1920/21 zu Ungarn (Deutsch-Westungarn). Ab 1898 musste aufgrund der Magyarisierungspolitik der Regierung in Budapest der ungarische Ortsname Füles verwendet werden.
Nach Ende des Ersten Weltkriegs wurde nach zähen Verhandlungen Deutsch-Westungarn in den Verträgen von St-Germain und Trianon 1919 Österreich zugesprochen. Bei schweren Auseinandersetzungen zwischen Truppen der ungarischen Räterepublik und kroatischen Bauern in Nikitsch/Filež gab es zwei Todesopfer. Der Ort gehört seit 1921 zum neu gegründeten Bundesland Burgenland (siehe auch Geschichte des Burgenlandes).
1971 wurden aufgrund des Gemeindestrukturverbesserungsgesetzes Nikitsch, Kroatisch Minihof und Kroatisch Geresdorf zur Großgemeinde Nikitsch zusammengeschlossen.

## Kultur und Sehenswürdigkeiten

### Bauwerke
- Schloss Nikitsch (Gálosháza)

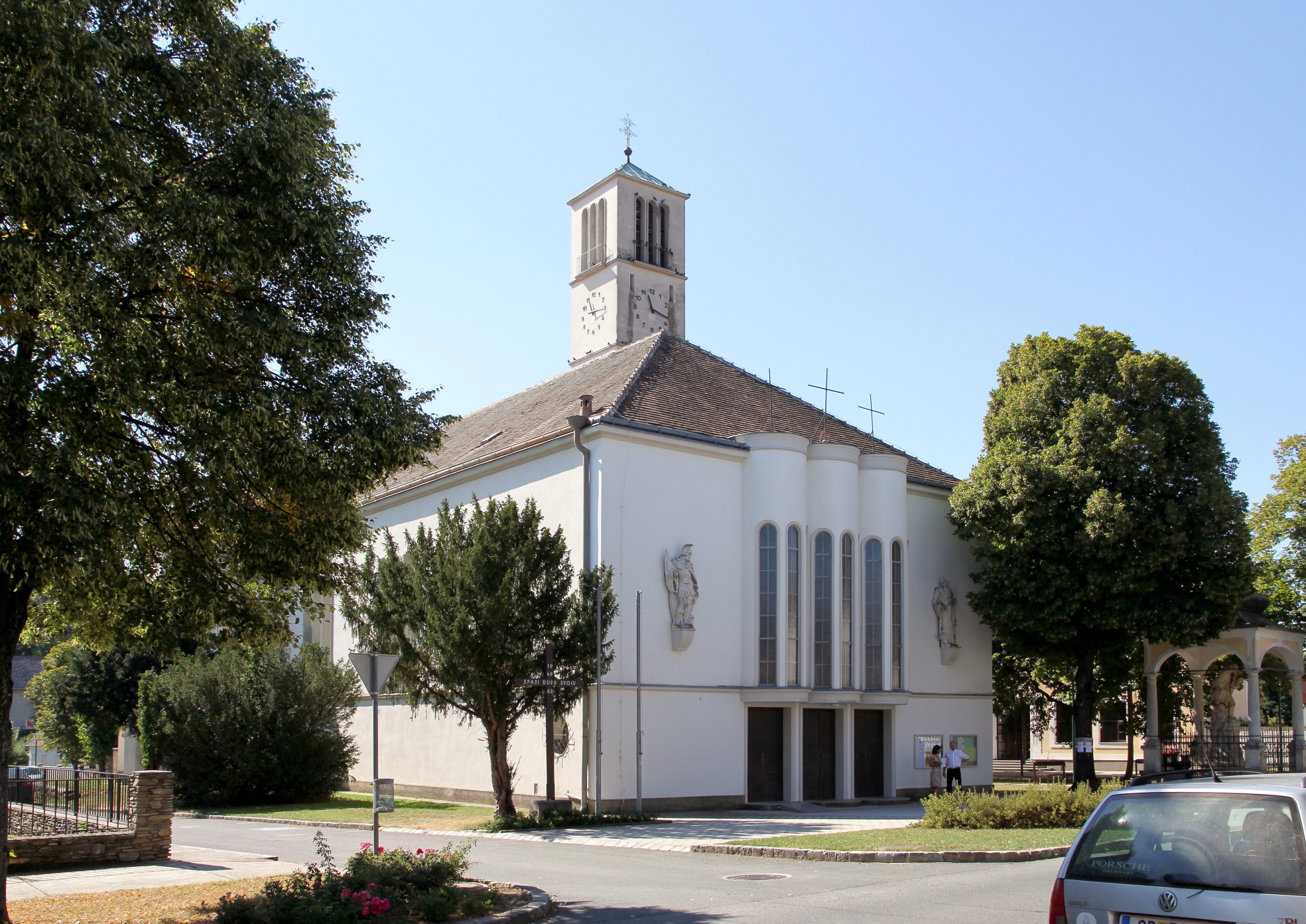
Pfarrkirche Nikitsch

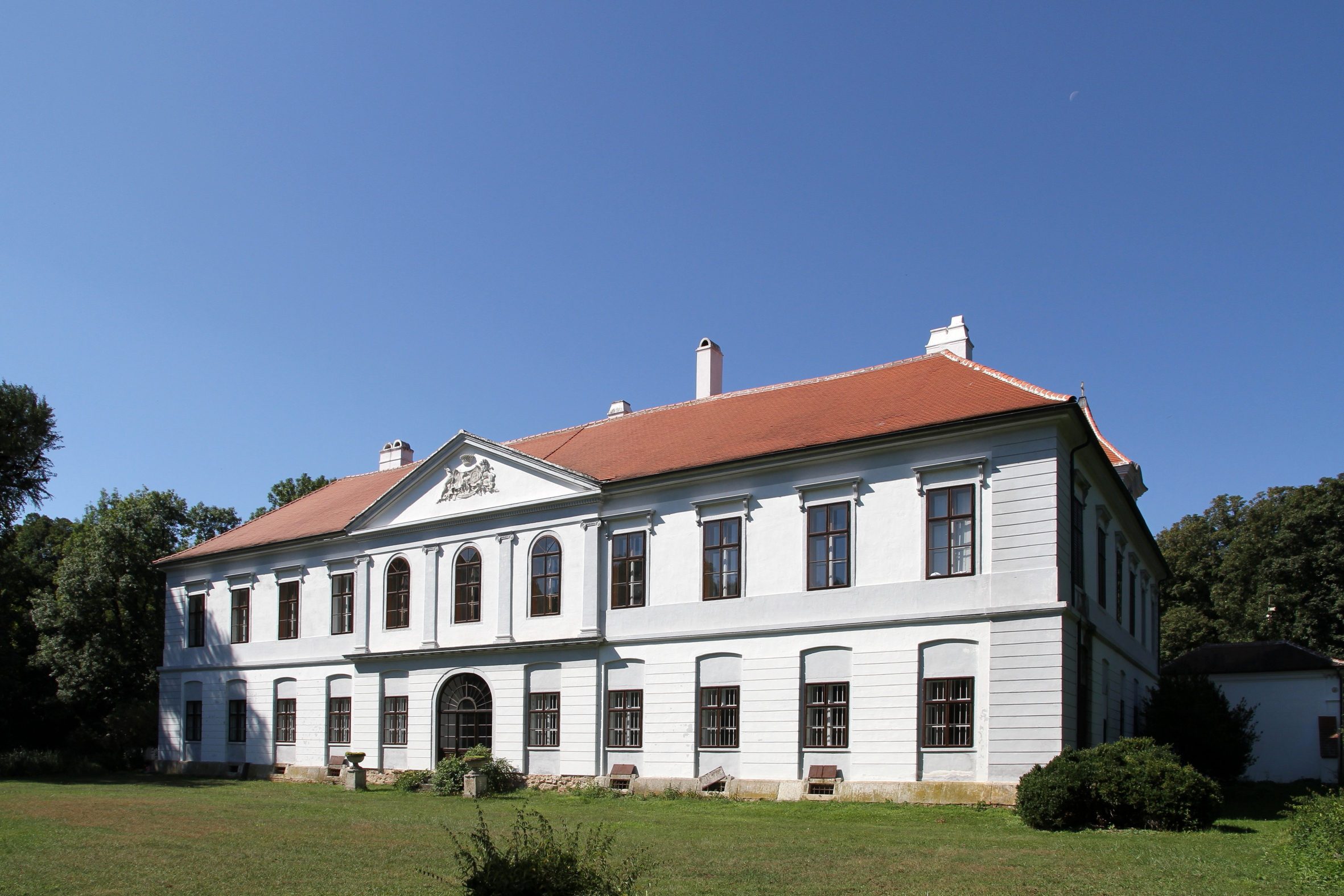
Ost- bzw. Gartenfassade des Schlosses Nikitsch

- Katholische Pfarrkirche Nikitsch hl. Laurentius
- Pestkapelle

### Vereine
- Folkloreverein Graničari
- Sportverein SC Nikitsch
- Jugendverein Nikitsch – Mladina Filež
- Tennisverein
- Theatergruppe Nikitsch - Kazališna grupa Filež

## Wirtschaft und Infrastruktur

### Wirtschaftssektoren
Von den 84 land- und forstwirtschaftlichen Betrieben des Jahres 2010 wurden 39 im Haupterwerb geführt. Diese bewirtschafteten mehr als zwei Drittel der Flächen. Dreizehn Prozent wurden von den sechs von juristischen Personen geführten Betrieben und zwanzig Prozent von Nebenerwerbsbetrieben bewirtschaftet.
| Wirtschaftssektor            | Anzahl Betriebe | Anzahl Betriebe | Erwerbstätige 2) | Erwerbstätige 2) |
| Wirtschaftssektor            | 2011            | 2001            | 2011             | 2001             |
| ---------------------------- | --------------- | --------------- | ---------------- | ---------------- |
| Land- und Forstwirtschaft 1) | 84              | 152             | 60               | 76               |
| Produktion                   | 11              | 11              | 49               | 41               |
| Dienstleistung               | 61              | 42              | 100              | 109              |

1) Betriebe mit Fläche in den Jahren 2010 und 1999, 2) Erwerbstätige am Arbeitsort

### Arbeitsmarkt, Pendeln
Im Jahr 2011 lebten 551 Erwerbstätige in der Gemeinde, 132 von ihnen arbeiteten im Ort, 419 pendelten aus. Von anderen Gemeinden pendelten 77 Personen nach Nikitsch.

### Bildung
In der Gemeinde befinden sich zwei Kindergärten und zwei Volksschulen.

## Politik

### Gemeinderat

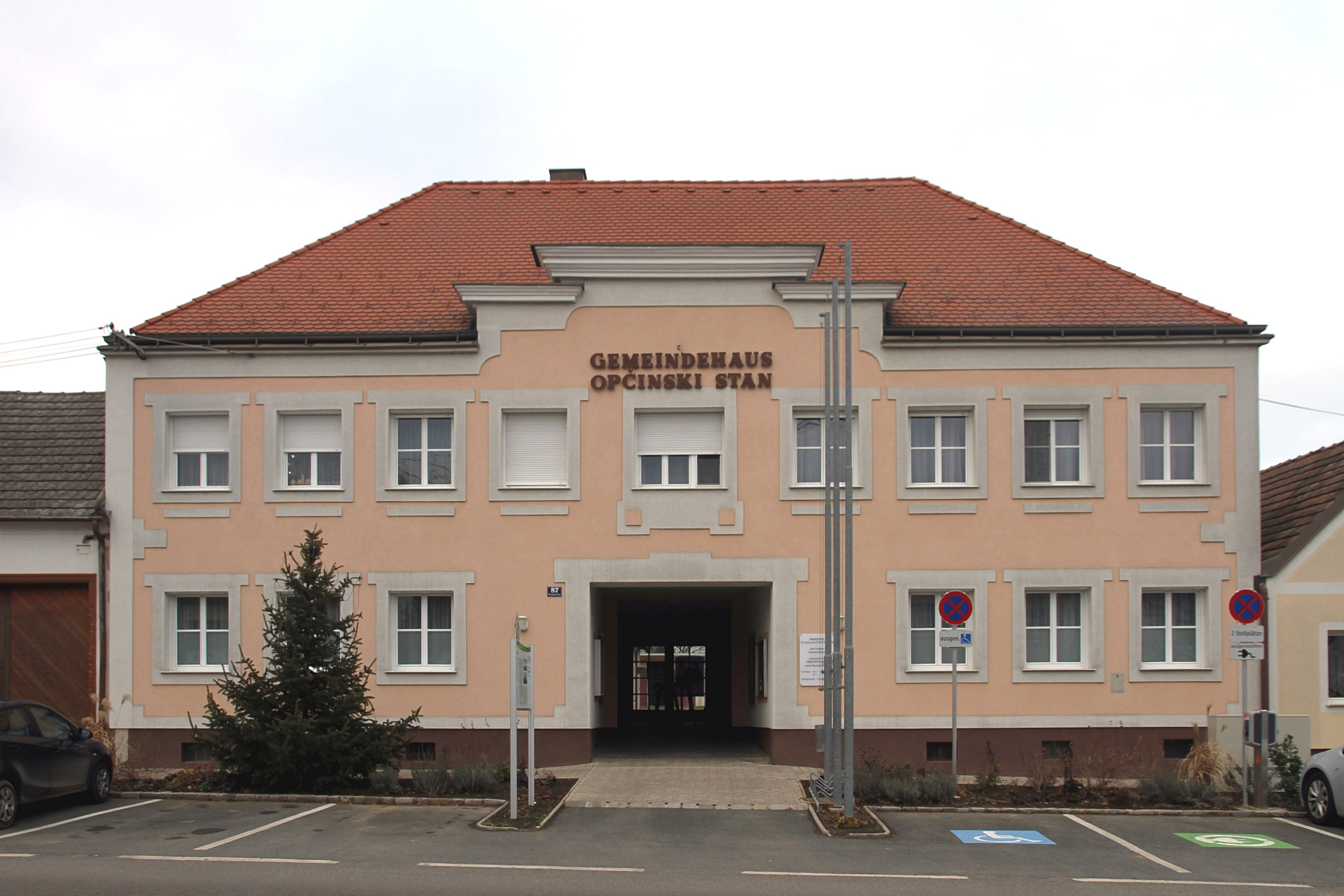
Gemeindeamt Nikitsch

Der Gemeinderat umfasst aufgrund der Anzahl der Wahlberechtigten insgesamt 21 Mitglieder.
| Partei          | 2022             | 2022             | 2022             | 2017             | 2017             | 2017             | 2012             | 2012             | 2012             | 2007             | 2007             | 2007             | 2002             | 2002             | 2002             | 1997             | 1997             | 1997             |
| Partei          | Sti.             | %                | M.               | Sti.             | %                | M.               | Sti.             | %                | M.               | Sti.             | %                | M.               | Sti.             | %                | M.               | Sti.             | %                | M.               |
| --------------- | ---------------- | ---------------- | ---------------- | ---------------- | ---------------- | ---------------- | ---------------- | ---------------- | ---------------- | ---------------- | ---------------- | ---------------- | ---------------- | ---------------- | ---------------- | ---------------- | ---------------- | ---------------- |
| SPÖ             | 765              | 50,40            | 11               | 776              | 54,61            | 12               | 762              | 51,04            | 11               | 785              | 52,97            | 12               | 790              | 51,23            | 11               | 667              | 47,47            | 10               |
| ÖVP             | 557              | 36,69            | 8                | 572              | 40,25            | 8                | 644              | 43,13            | 9                | 625              | 42,17            | 9                | 719              | 46,63            | 10               | 694              | 49,40            | 11               |
| FGM             | 152              | 10,01            | 2                | nicht kandidiert | nicht kandidiert | nicht kandidiert | nicht kandidiert | nicht kandidiert | nicht kandidiert | nicht kandidiert | nicht kandidiert | nicht kandidiert | nicht kandidiert | nicht kandidiert | nicht kandidiert | nicht kandidiert | nicht kandidiert | nicht kandidiert |
| TONI A1         | 41               | 2,70             | 0                | 73               | 5,14             | 1                | 87               | 5,83             | 1                | nicht kandidiert | nicht kandidiert | nicht kandidiert | nicht kandidiert | nicht kandidiert | nicht kandidiert | nicht kandidiert | nicht kandidiert | nicht kandidiert |
| KLART           | 3                | 0,20             | 0                | nicht kandidiert | nicht kandidiert | nicht kandidiert | nicht kandidiert | nicht kandidiert | nicht kandidiert | nicht kandidiert | nicht kandidiert | nicht kandidiert | nicht kandidiert | nicht kandidiert | nicht kandidiert | nicht kandidiert | nicht kandidiert | nicht kandidiert |
| Grüne           | nicht kandidiert | nicht kandidiert | nicht kandidiert | nicht kandidiert | nicht kandidiert | nicht kandidiert | nicht kandidiert | nicht kandidiert | nicht kandidiert | 62               | 4,18             | 0                | nicht kandidiert | nicht kandidiert | nicht kandidiert | 44               | 3,13             | 0                |
| FBL             | nicht kandidiert | nicht kandidiert | nicht kandidiert | nicht kandidiert | nicht kandidiert | nicht kandidiert | nicht kandidiert | nicht kandidiert | nicht kandidiert | 10               | 0,67             | 0                | nicht kandidiert | nicht kandidiert | nicht kandidiert | nicht kandidiert | nicht kandidiert | nicht kandidiert |
| FPÖ             | nicht kandidiert | nicht kandidiert | nicht kandidiert | nicht kandidiert | nicht kandidiert | nicht kandidiert | nicht kandidiert | nicht kandidiert | nicht kandidiert | nicht kandidiert | nicht kandidiert | nicht kandidiert | 33               | 2,14             | 0                | nicht kandidiert | nicht kandidiert | nicht kandidiert |
| Wahlberechtigte | 1953             | 1953             | 1953             | 1817             | 1817             | 1817             | 1879             | 1879             | 1879             | 1888             | 1888             | 1888             | 1850             | 1850             | 1850             | 1787             | 1787             | 1787             |
| Wahlbeteiligung | 82,74 %          | 82,74 %          | 82,74 %          | 83,49 %          | 83,49 %          | 83,49 %          | 87,07 %          | 87,07 %          | 87,07 %          | 84,22 %          | 84,22 %          | 84,22 %          | 87,89 %          | 87,89 %          | 87,89 %          | 86,40 %          | 86,40 %          | 86,40 %          |

### Gemeindevorstand
Neben Bürgermeister Johann Balogh (SPÖ) und Vizebürgermeister Herbert Hedl (ÖVP) gehören weiters die geschäftsführenden Gemeinderäte Christian Balogh (SPÖ), Franz Fazekas (ÖVP), Franz Klemen (SPÖ), Roland Ribarich (SPÖ) und Stefan Zvonarits (ÖVP) dem Gemeindevorstand an.
Zu Ortsvorstehern wurden Roland Ribarich (SPÖ, für Minihof) und Franz Klemen (SPÖ, für Geresdorf) ernannt.

### Bürgermeister
Bürgermeister ist Christian Balogh (SPÖ), der seit 2022 der Gemeinde vorsteht.
Bei der Wahl 2022 wurde Christian Balogh mit 54,08 Prozent der Stimmen im Amt bestätigt, das er im Juni 2022 von seinem Vorgänger Johann Balogh übernommen hatte.
Amtsleiter ist seit 1. August 2017 Rudolf Satovich, der damit Rudolf Marko nach dessen Pensionierung nachfolgte.

#### Chronik der Bürgermeister seit 1945
Quelle: Atlas-Burgenland
- 1945–1950 Fabian Roszenich
- 1950–1954 Sanor Kuzmich
- 1954–1962 Vince Prikoszovich
- 1962–1971 Karl Beidinger
- 1971–1977 Franz Rattasich
- 1977–1992 Alois Farkas
- 1992–2022 Johann Balogh
- seit 2022 Christian Balogh

### Wappen
Das Wappen zeigt auf dem Siegelfeld:
„Eine mit der Schneide nach unten gerichtete schwebende Pflugschar, dahinter drei blättrige Weizenähren.“

## Persönlichkeiten

### Söhne und Töchter der Gemeinde
- Agnes Prandler (* 1927; † 2013), Angestellte und Politikerin
- Gyula Somogyváry (* 1895 in Nikitsch; † 1953), ungarischer Schriftsteller

### Persönlichkeiten mit Bezug zur Gemeinde
- Norbert Darabos (* 1964), Politiker, 1987–2003 Mitglied des Gemeinderates in Nikitsch, 1992–1999 Ortsvorsteher in Kroatisch Minihof
- Adam Meskó (* um 1665, † 1734) ungarischer Jurist und Freiherr, Grundherr von Nikitsch zwischen 1708 und 1734.[19]
- Eva Maria Meskó (um 1690–1772), Tochter des Adam Meskó, verehelichte Freifrau Vragović von Maruševec (um 1710), verehelichte Reichsgräfin Bartholotti von Partenfeld (1734), verehelichte Reichsgräfin von Herbeville (1746), verehelichte Reichsgräfin von Starhemberg (1765), Grundherrin von Nikitsch zwischen 1740 und 1772.[20]
- Jakob Meskó von Széplak und Enyiczke (* 1713, † 1797), ungarischer Freiherr und Grundherr.[21]

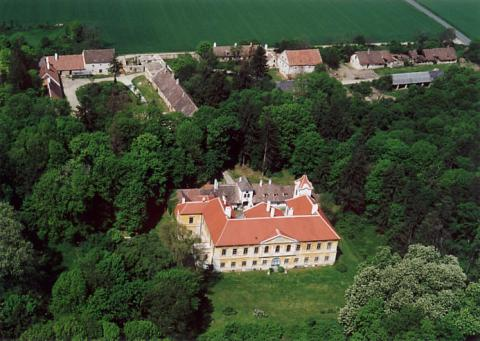
Schloss Gálosháza
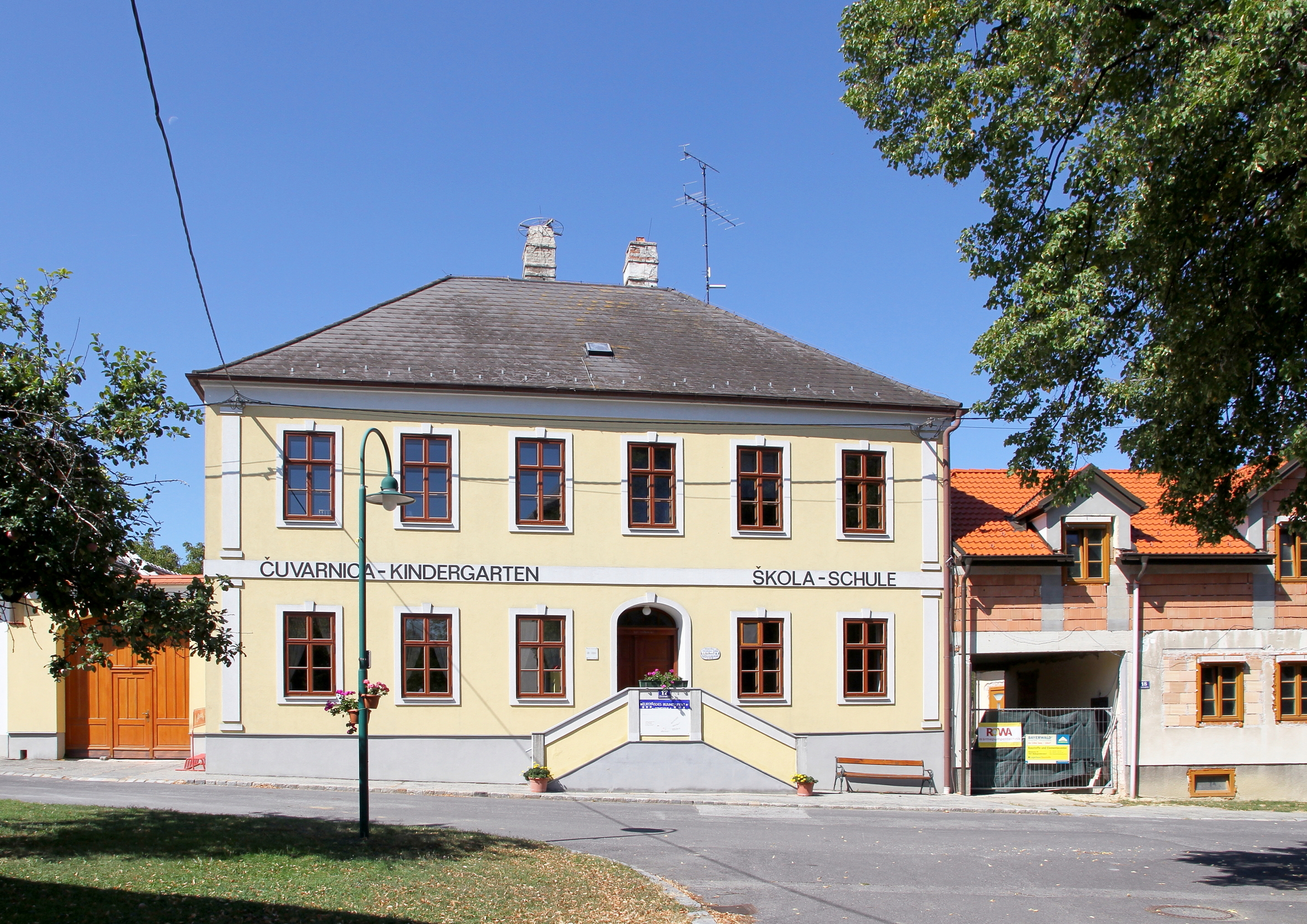
Volksschule Kroatisch Minihof
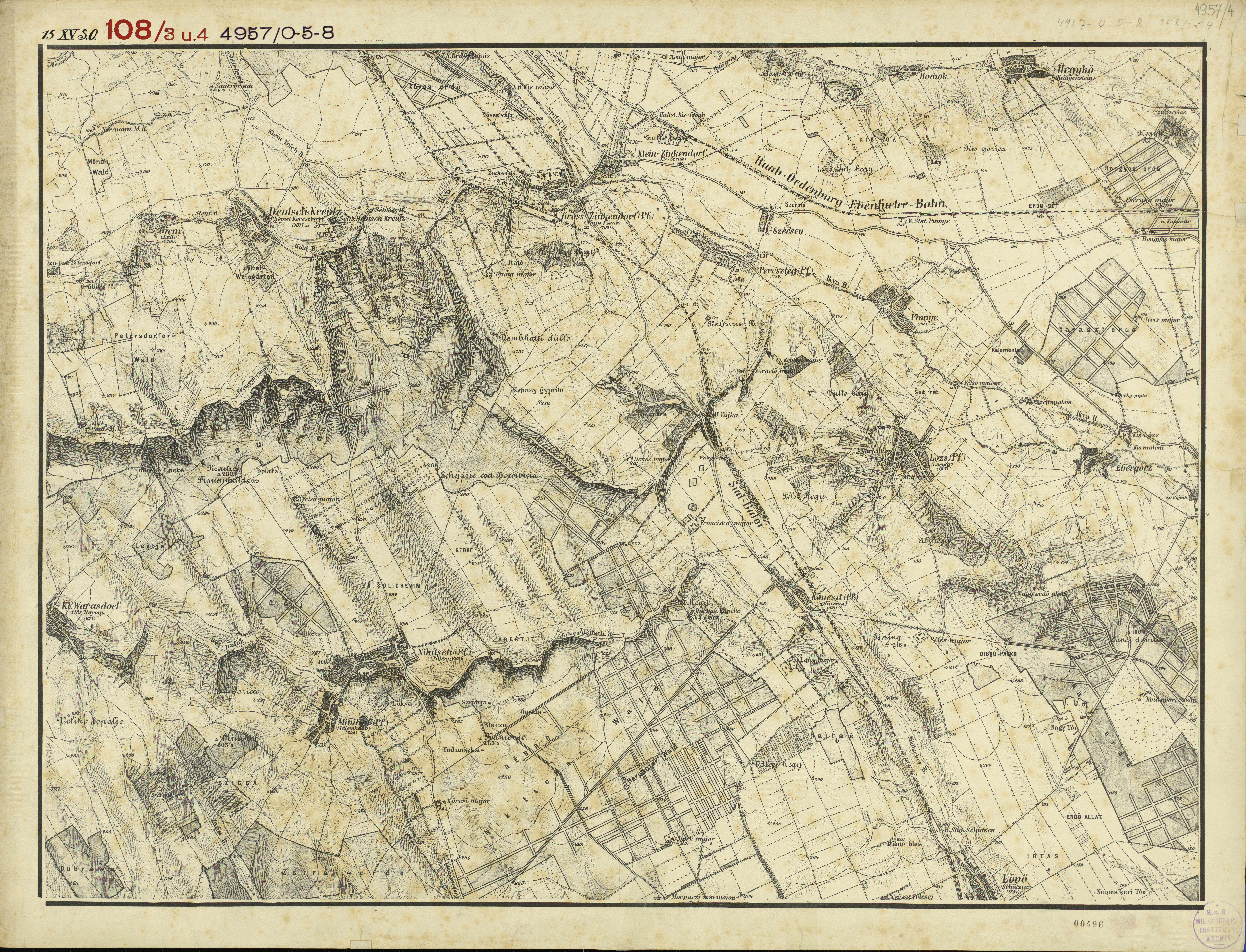
Nikitsch (links unten) um 1873 (Aufnahmeblatt der Landesaufnahme)
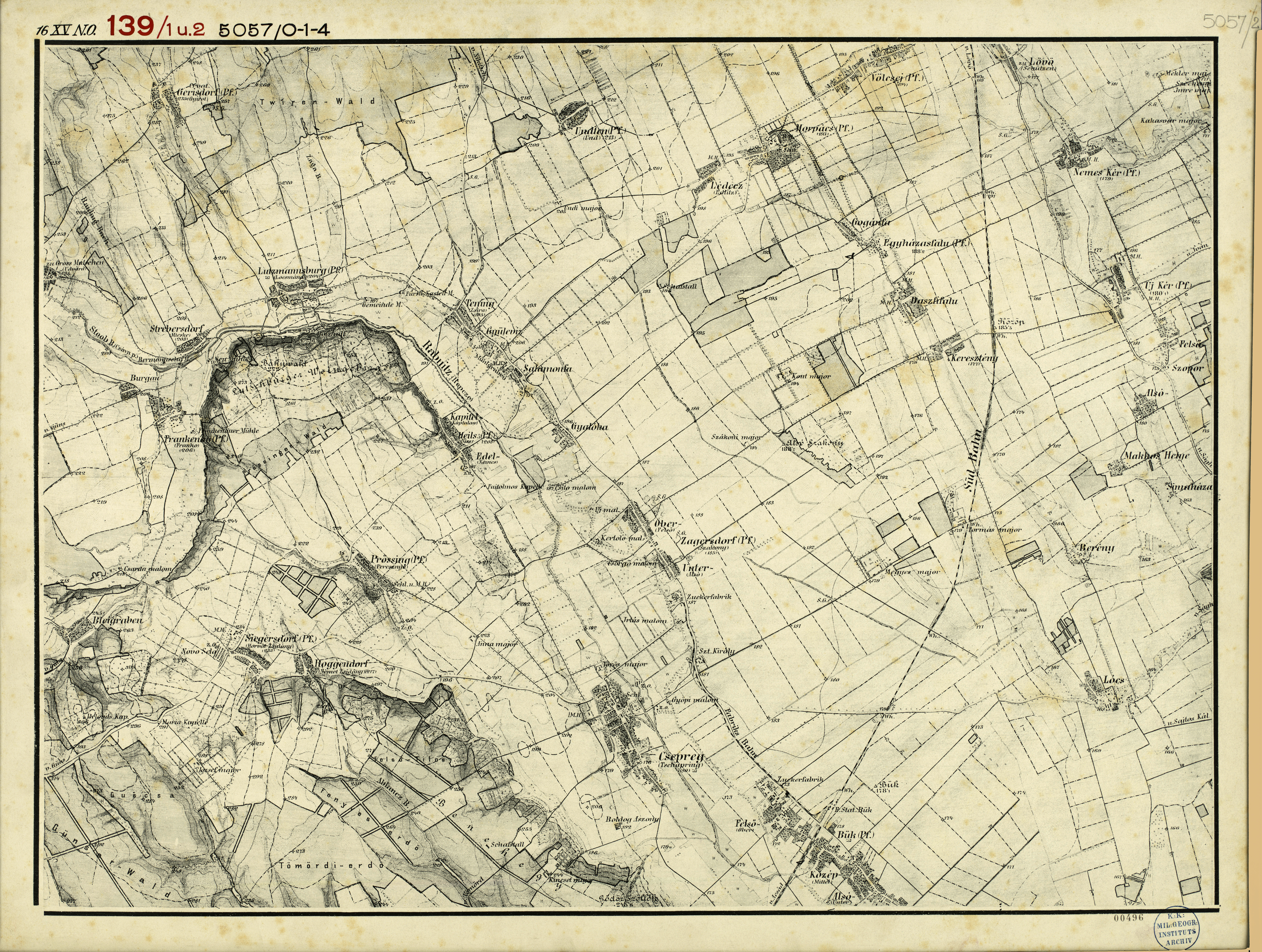
Croatisch Gerisdorf/Gyirot (links oben) und seine Umgebung um 1880